# Pétrel de Gould
Pterodroma leucoptera
Espèce
Statut de conservation UICN

 VU B2ab(v);D2 : Vulnérable
Le Pétrel de Gould (Pterodroma leucoptera) est une espèce d'oiseaux de la famille des Procellariidae.

## Répartition
Cet oiseau peuple les îles de Nouvelle-Galles du Sud (Broughton etc.), la Chaîne centrale (Nouvelle-Calédonie) ainsi que Raivavae (Polynésie française).